# Canon EF 24-105mm
Le EF 24-105mm f/4L IS USM est un zoom pour professionnel de monture EF, allant d'un grand angle à une longue focale. Il est fabriqué par Canon depuis 2005, en complément des objectifs 17-40mm f/4L USM et 70-200mm f/4L USM.

## Spécifications
Le 24-105 est équipé de joints, mais n'est pas totalement étanche pour autant. Son diaphragme à 8 lames est à peu près circulaire entre f/4 et f/8. Comme beaucoup de zooms, cet objectif montre un peu de distorsion en tonneau à sa focale la plus courte.
Comparativement à l'autre objectif de même focale et qualité du moment, le 24-70mm f/2.8L USM, le 24-105 perd une ouverture de diaphragme, mais possède un stabilisateur d'image. Cet objectif est en partie étanche grâce à des joints en caoutchouc. Certains des premiers objectifs produits souffraient d'un problème de flare (dans les 10 000 premiers vendus), et Canon proposa de les réparer gratuitement.
Sur un boitier à capteur APS-C, la focale apparente est équivalent à un 38 mm - 168 mm, ce qui est une fourchette d'utilisation couvrant beaucoup de besoins.